# Agnieszka Fiszer
Agnieszka Fiszer – polska biolog, pracownik naukowy Instytutu Chemii Bioorganicznej PAN, gdzie kieruje  Zakładem Biotechnologii Medycznej. Specjalizuje się w biochemii.

## Życiorys
Rozprawę doktorską pt. Badania procesu interferencji RNA sekwencji powtórzonych CAG i CUG w kontekście terapii choroby Huntingtona i niektórych ataksji rdzeniowo-móżdżkowych  wykonała pod kierunkiem prof. Włodzimierza Krzyżosiaka, a obroniła ją w 2012 r. w Instytucie Chemii Bioorganicznej PAN. Stopień doktora habilitowanego nauk biologicznych uzyskała w 2019 r. na Wydziale Biologii UAM na podstawie pracy pt. Nietypowe siRNA celujące w region powtórzeń CAG w strategii terapeutycznej dla chorób poliglutaminowych.
Odznaczona Krzyżem Kawalerskim Orderu Odrodzenia Polski (2020).

## Projekty badawcze
Kierowane projekty badacze finansowane przez Narodowe Centrum Nauki:
- Mechanizmy selektywnego wyciszania genów chorób poliglutaminowych przez nietypowe siRNA (OPUS 8; 2015–2019)
- Kompleksowa analiza działania oligonukleotydów jako potencjalnych terapeutyków w chorobach poliglutaminowych(SONATA 9; 2016–2021)
- Funkcja i dysfunkcja ciągów powtórzeń w transkryptach niekodujących i kodujących białka (OPUS 21; od 2022)
- Wykorzystanie mikroRNA i informatycznych narzędzi dla diagnozy i leczenia choroby Alzheimera i demencji (JPND Call; od 2023)